# 水谷琢元
水谷 琢元（みずたに たくげん、生没年不詳）は、江戸時代の囲碁棋士で、天明の頃に活躍した。本因坊察元門下、六段。子の水谷琢順へと続く外家水谷家の初代。
安永5年（1777年）に三段で、小松快禅に先番3目勝ち。ただしこの頃、師より勘当を受けており、力は四段があるが、快禅に勝って師への詫びとした。天明2年（1782年）から7年に安井仙角仙知と8局の対戦があり、当初は仙知先番で1勝1敗、後には琢元先相先となり1勝4敗1ジゴ。天明4年から7年には服部因徹（後の因淑）と互先で26局の対戦があり、12勝13敗1ジゴ。天明6年に五段。晩年に六段に進んだとされる。
寛政9年（1797年）に信州から出府してきた関山仙太夫を門人とするが、翌10年に改めて本因坊烈元に入門させた。
水谷家は実子の琢順が継ぎ、本因坊家の番頭役として明治期の水谷四谷まで続いた。